# إدفارد إريكسن
إدفارد إريكسن (بالدنماركية: Edvard Eriksen) هو فنان دنماركي، ولد في 10 مارس 1876 في كوبنهاغن في الدنمارك، وتوفي بنفس المكان في 12 يناير 1959.